# アヒル
アヒル（鶩、家鴨、鴨）は、水鳥であるカモ科のマガモを原種とする家禽。生物学的にはマガモと同種である。ヨーロッパや中国などで飼育が始まり、飼育が容易なこともあり、世界中で幅広く飼育されている。

## 生態
野生のマガモを飼いならして家禽化するうち、個体や品種にもよるが、体が大きく重くなり、翼は小さくなって数メートルほどしか飛ぶことが出来なくなった。また、体形も太ったもの、直立して歩くものなど色々変化した。
アヒルは年間で150 - 200個の卵を産む。産卵は特に春が盛んである。卵の大きさはニワトリのものよりやや大きく、殻の色は極薄い緑色である（色名ダックエッググリーンの由来）。産卵から30日弱でヒナが孵化する。ただアヒルは卵を産んでも抱卵しない個体もあるため、確実に卵を孵すために孵卵器を使うことが多い。その他、抱卵性の残っている矮鶏や烏骨鶏等の卵に混ぜて、ニワトリに暖めさせる方法もある。
生まれたヒナが卵を産むようになるのは生後5か月 - 6か月。繁殖が可能になる性成熟は雌で生後6か月 - 7か月頃。雄は性成熟が雌に比べてやや遅い。
発情期は早春から秋にかけてであり、水上や陸上など場所を問わず交尾する。雌を巡って雄どうしが激しく争うこともある。
食性は雑食性で、家禽用の穀物類を主にした餌のほか、人間の食べる野菜類や果物や食肉など、個体差はあるものの基本的には何でも食べる。
家禽から野生化したものは、草の新芽や、小型の昆虫類、土壌動物などを捕食する。アヒルはつがいになると共に長く暮らすことがあるが、一生同じ相手と過ごすとは限らない。野生化したものは淡水域で暮らすことが多いが、原種のマガモは海上で暮らすこともできるため、アヒルも海上で暮らすことができる。
野生のものは飼育下のものに比べ産卵の頻度が低い。寿命は5 - 20年ほど。野生、家禽に関わらず、ネコやイタチなどに捕食されることがある。

## 分布

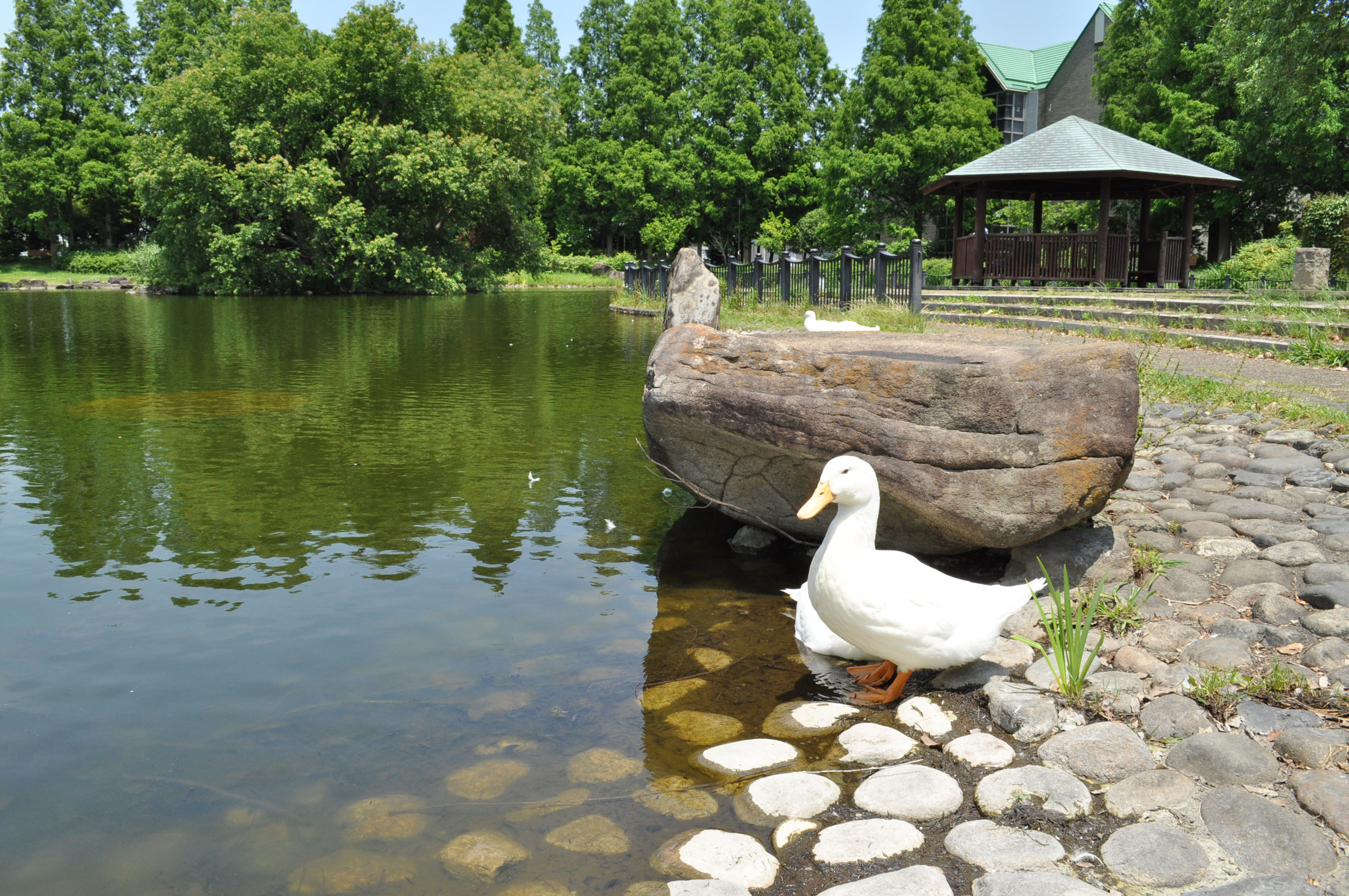
公園に生息しているアヒル

家禽のため主に飼育下で生息するが、中には家禽が野生化したものも見られる。野生化したものは、池や沼地や河川のそばなど淡水域で主に暮らす。日本の公園などにも幅広く生息している。
このため、原種のマガモあるいはその他の野生カモ類との交雑による遺伝子汚染も懸念されている。日本を含む東アジアに生息するカルガモは人家周辺や都市部にも営巣し、雛を連れて引越する姿がしばしば見かけられるが、こうした人を恐れない性質はアヒルとの交雑に由来するものと考えられる。カルガモが生息しない欧米でもカモの引越や群れ歩く様子が見かけられることがあり、同様にアヒルとの交雑の影響が懸念される。

## 形態

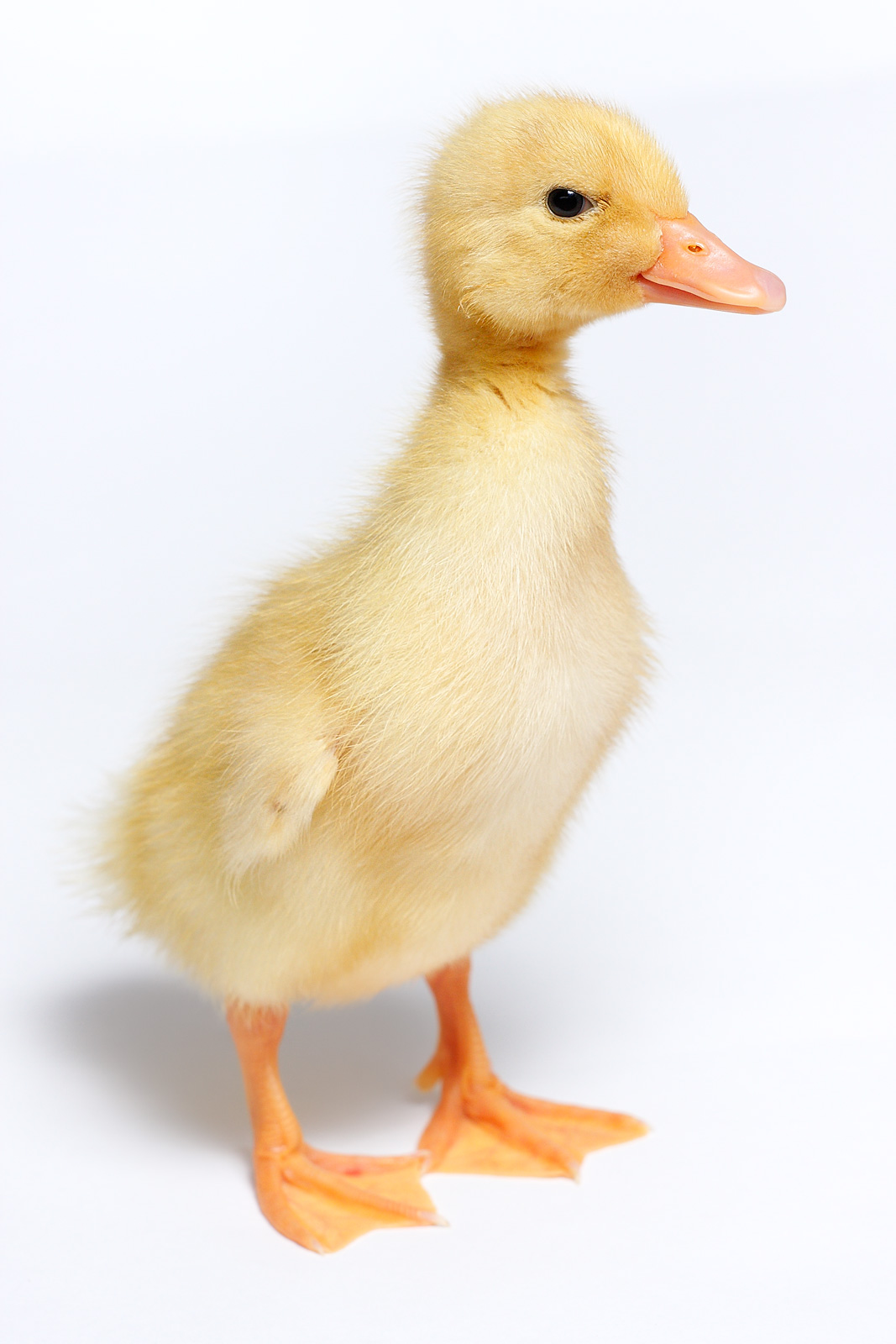
幼鳥

成鳥は全長50 - 80cmほどで、体重は3.0 - 5.0kg前後のものが多く、生態のところで述べてあるように、マガモと比べると大型である。雄より雌の方がやや小さい。生まれたばかりのヒナの体重は70g前後。
嘴は黄色が主で、幅が広いいわゆる「アヒル口」の形をしている。上下には細かいギザギザがあるため、獲物の虫をくわえとったり、雑草の新芽を切り取ったりするのに利用する。
足は黄色やオレンジ色で、大きな水掻きを持っている。細い木の枝などにつかまることはできない。体温は摂氏40.0 - 41.5度ほど。
ガチョウと似ているが、ガチョウはアヒルよりひと回り大きい。またガチョウの首が長く直立しているのに対し、アヒルの首は「乙」の字型で短い。

## 種類
- シロアヒル - 日本でよく飼われている。白色で嘴と水かきは黄色い。
- アオクビアヒル - マガモ形。雄は首が緑色をしていて白い帯があり、胸は褐色。雌は全身が褐色で黒斑がある。関東大型アヒルはこの一系統である。
- シキアヒル - 体色が淡黄色。卵用の品種で、年間250個ほどの卵を産む。
- カーキーキャンベル - 羽毛や体毛がカーキ色。採卵用として飼育されている。
- カユーガアヒル - 体色が黒味を帯びた緑色。肉、卵、観賞用に飼育されている。アメリカ合衆国原産。
- カンムリアヒル - 冠羽を持つアヒル。愛玩用、観賞用。羽毛の色（体色）は白のものが多い。
- ザクセンアヒル - 大型種。ドイツ原産。全体的に淡い色となる。ルーアンアヒル、ドイツペキン種、青ポメラニアアヒルをかけあわせて作出された。卵用、観賞用、愛玩用。
- シルバーアップルヤード - 大型種。全体的に白が多く混じる。イギリス原産。卵用、肉用、観賞用、愛玩用として飼育される。
- スウェディッシュブルー - 中型種。青みがかった灰色。スウェーデン原産。
- ナキアヒル - 小型のアヒル。カモ猟での生きたおとり（デコイ）として作出されたが、現在は観賞用、愛玩用として飼育されることが多い。コールダック (en:Call duck) とも呼ばれる。体色は白からアオクビ模様のものまで様々である。
- バフアヒル - 卵用、肉用の品種。イギリス産。
- ルーアンアヒル - アオクビアヒルとよく似ている。マガモ形。主に肉用として飼育されている。フランスでの飼育が盛ん。
- インディアンランナー - 卵用の品種。走るのが得意。インドネシア原産。
- エイルズベリーアヒル - 主に肉用。イギリスで盛んに飼育されている。
- テイゲール - 卵用。インドネシアで多く飼われている。
- ポメラニアアヒル - 中型品種。ドイツ原産。
- マグパイアヒル - 小型の卵用品種。ウェールズ原産。
- 大阪アヒル - 北京種とアオクビアヒルの雑種。容姿はペキンに似ている。
- ペキンアヒル - 体は白く、脚は赤く、くちばしは黄色。姿勢は斜立している。
- ムスコビーアヒル - いわゆるバリケン種で、ノバリケン (Cairina moschata) を家畜化したものなので別属。肉用。
- 観音アヒル - バリケン種のひとつ。沖縄県では中国から導入された。顔が赤い。食用に飼育されている。
- ムラード - ムスコビーアヒルとペキンアヒルの一代雑種。繁殖能力はない。肉用およびフランスではフォアグラの生産用に飼育されている。

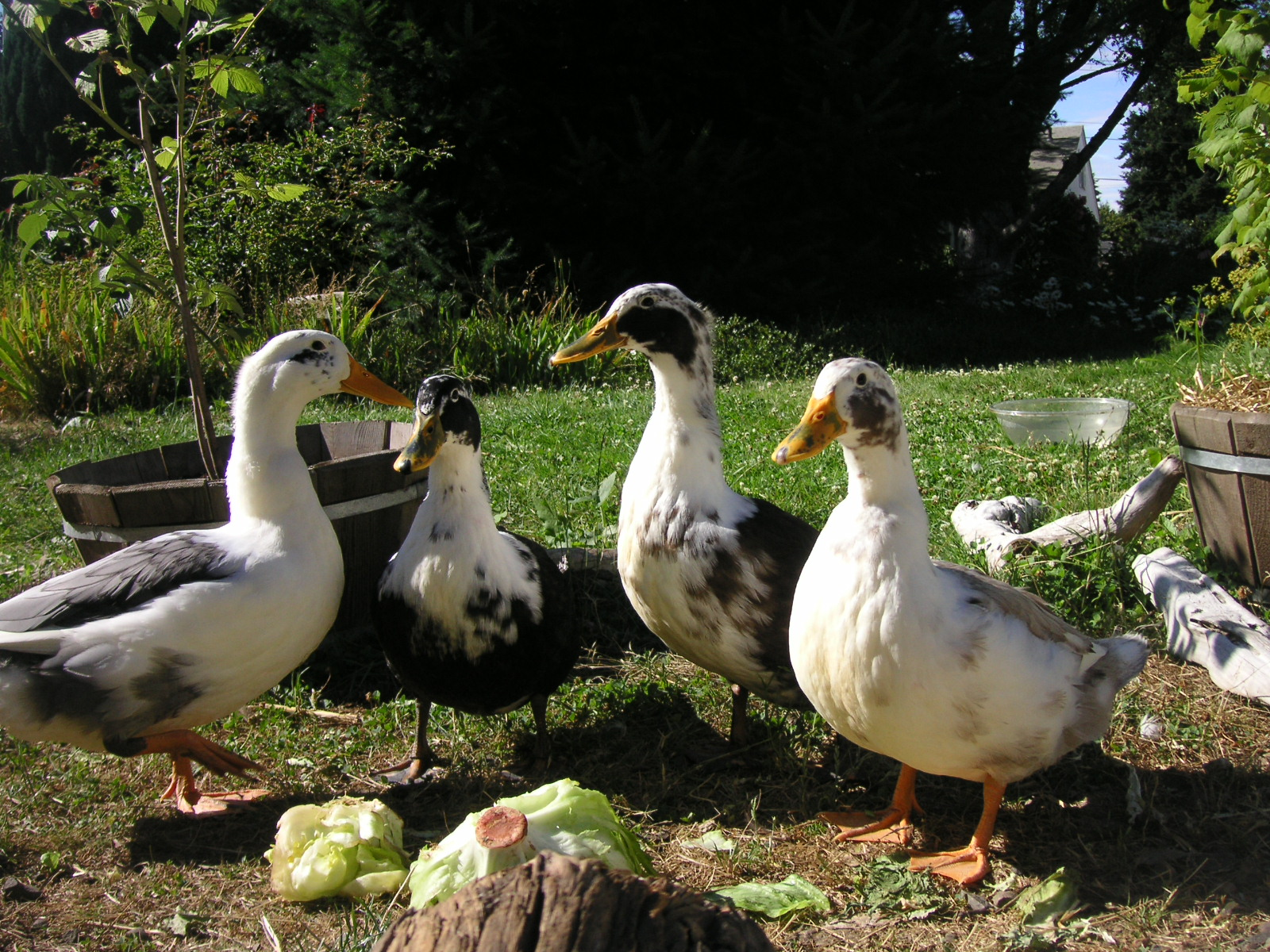
アンコナアヒル（英語版）
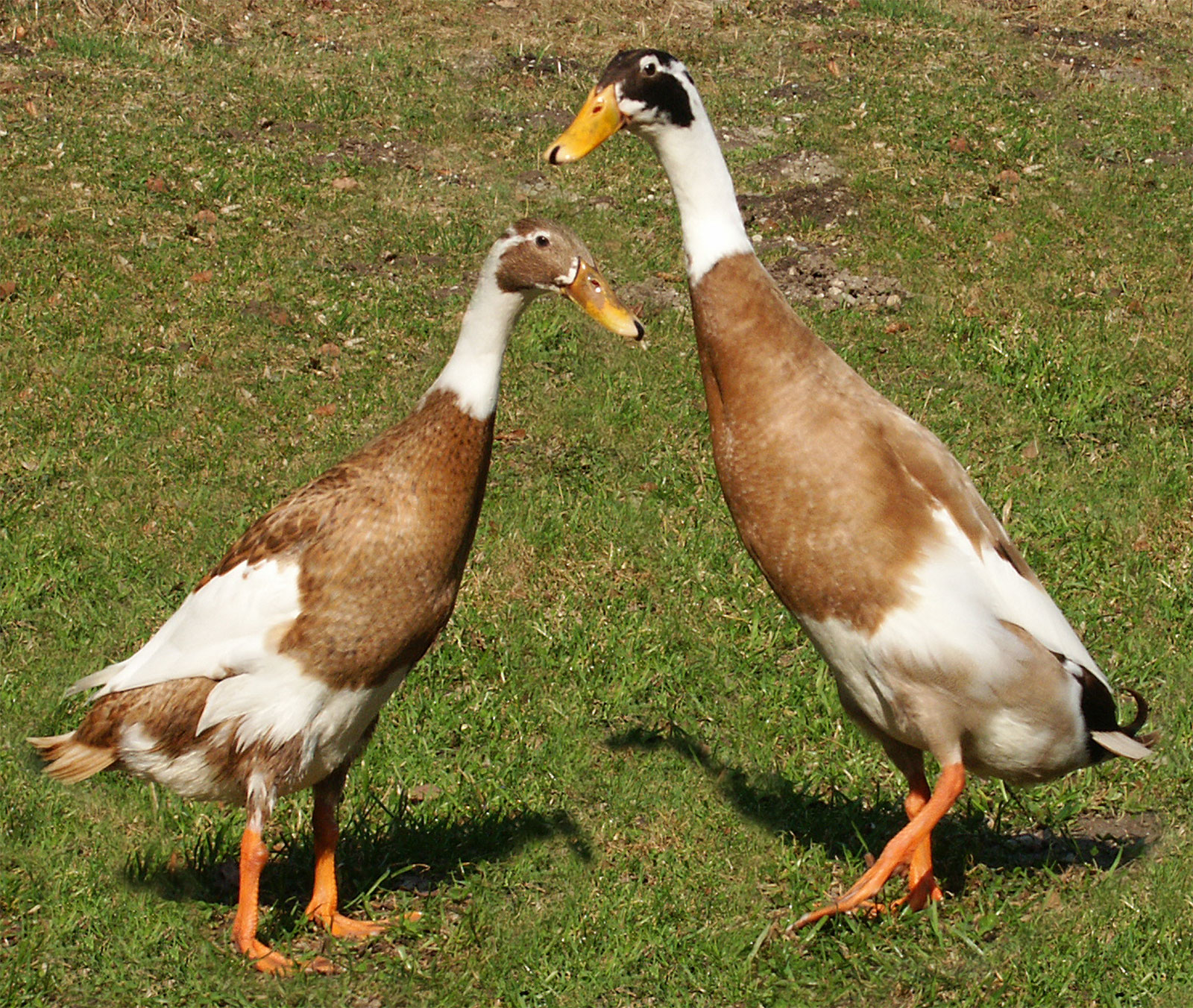
インディアンランナー
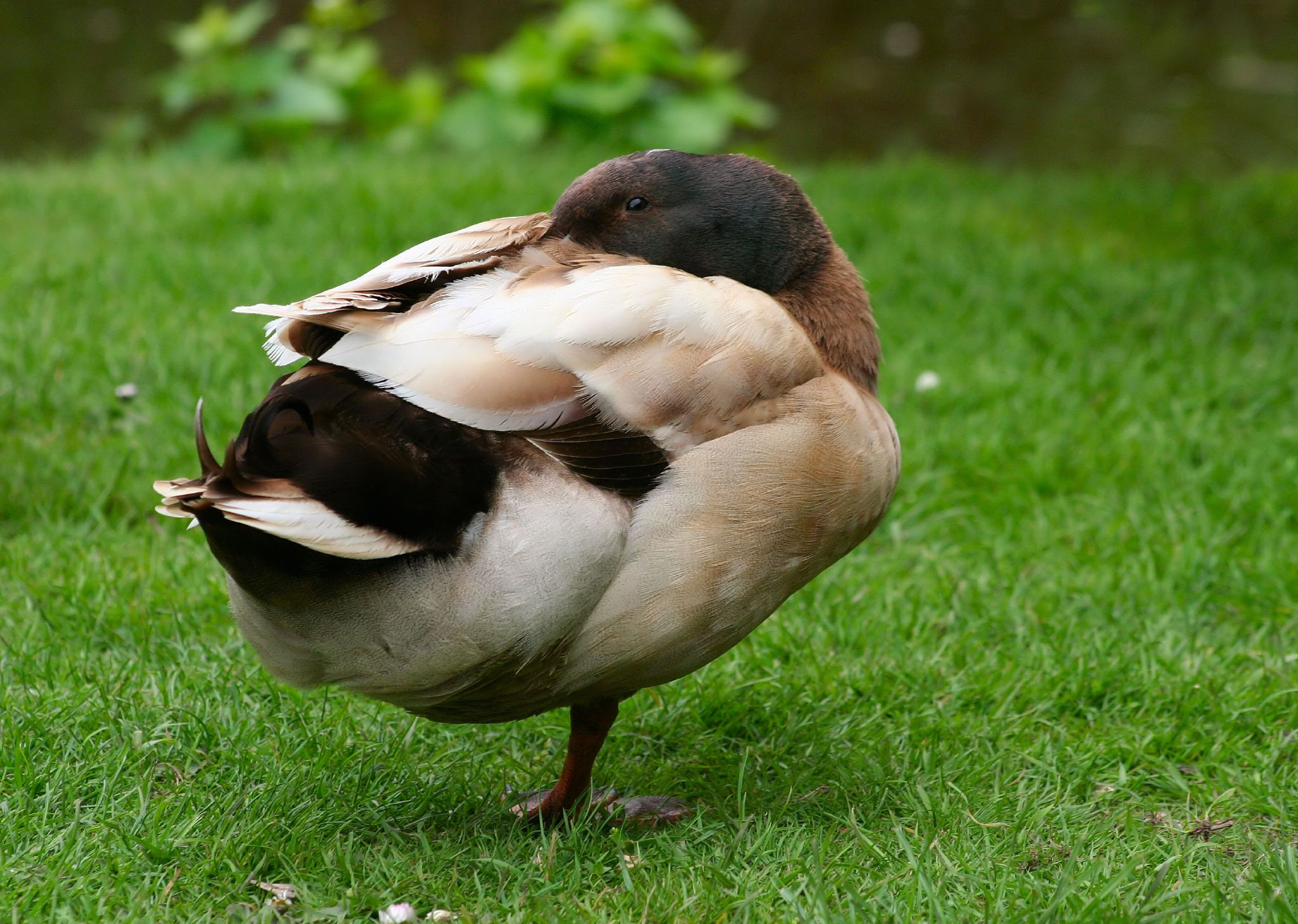
カーキーキャンベル
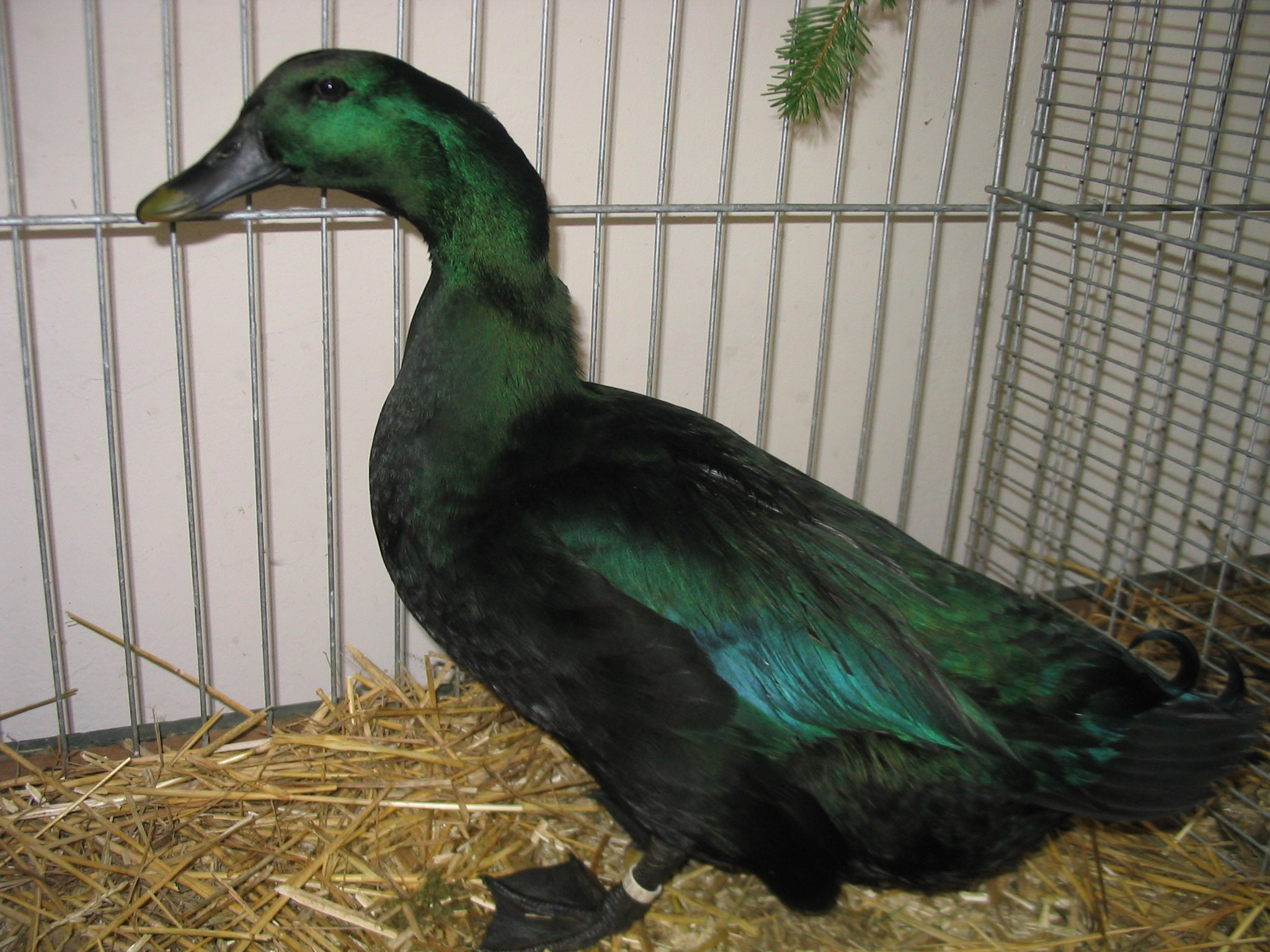
カユーガアヒル
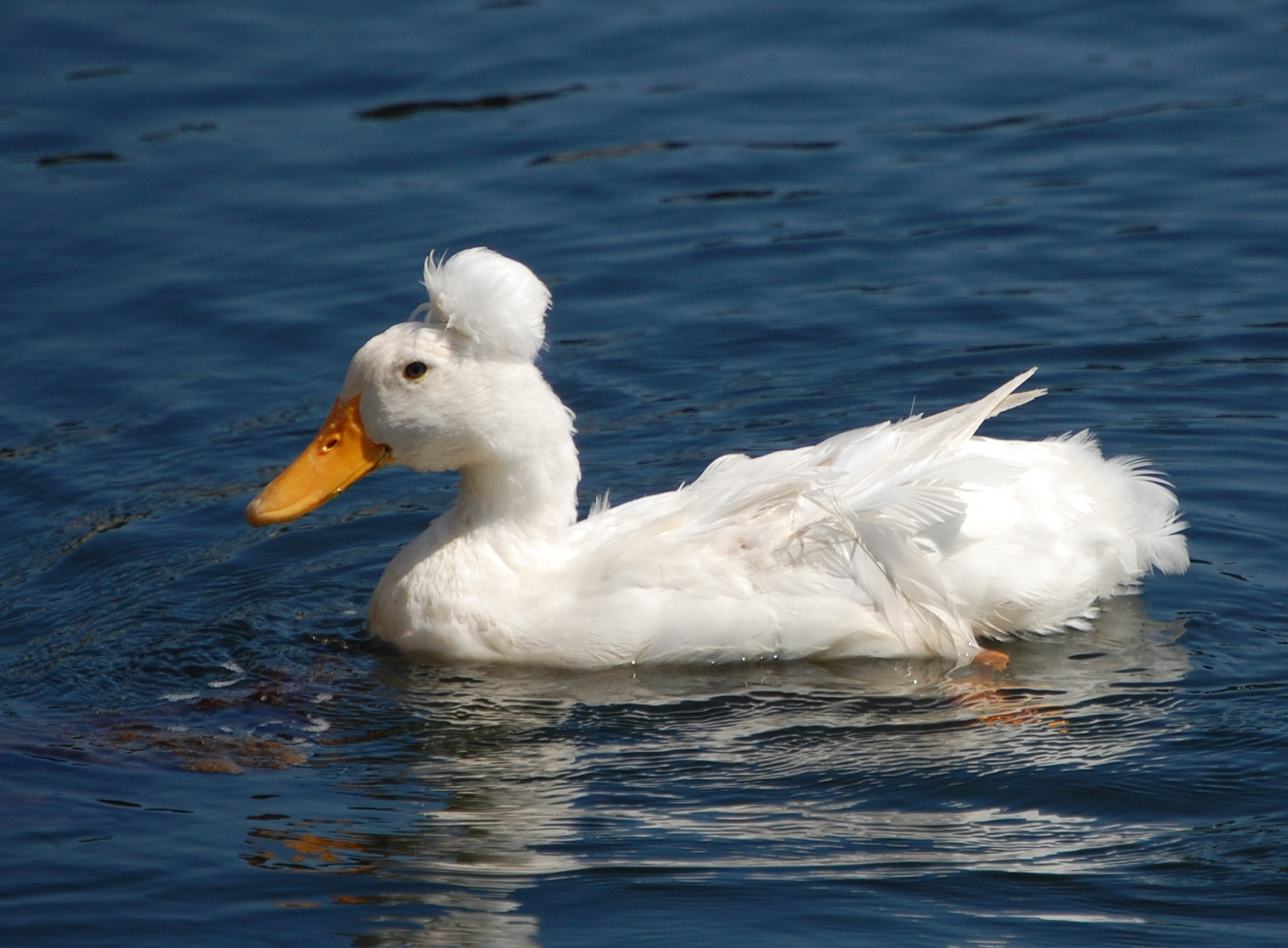
カンムリアヒル
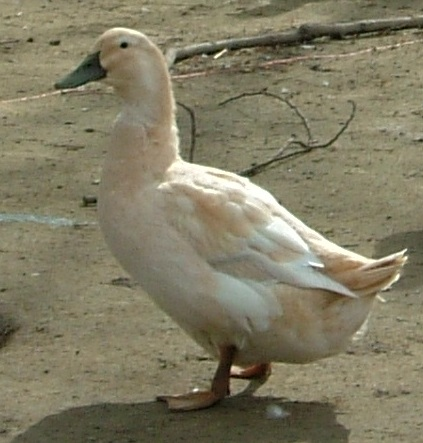
ゴールデンカスケード（英語版）
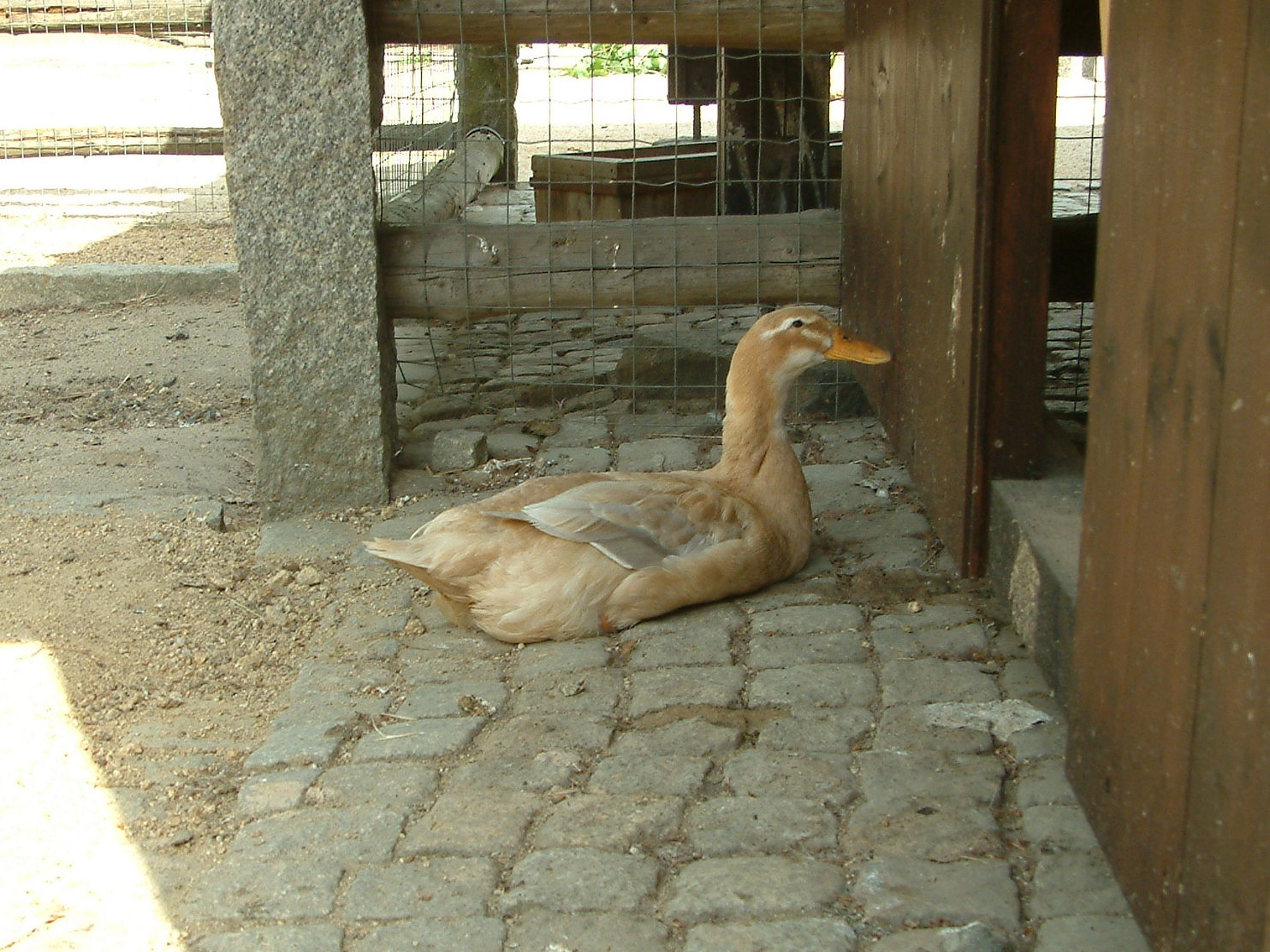
ザクセンアヒル
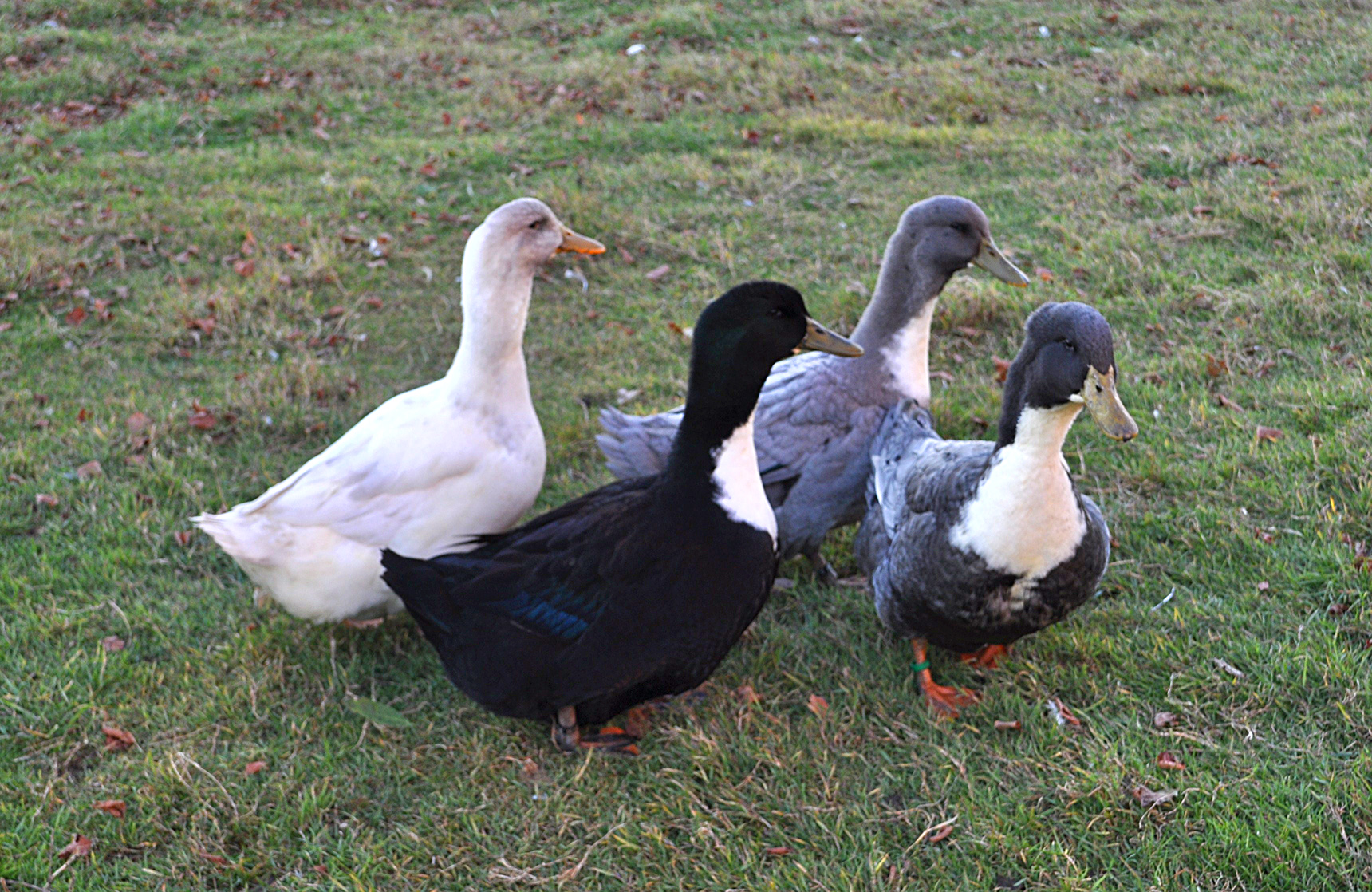
スウェディッシュブルー
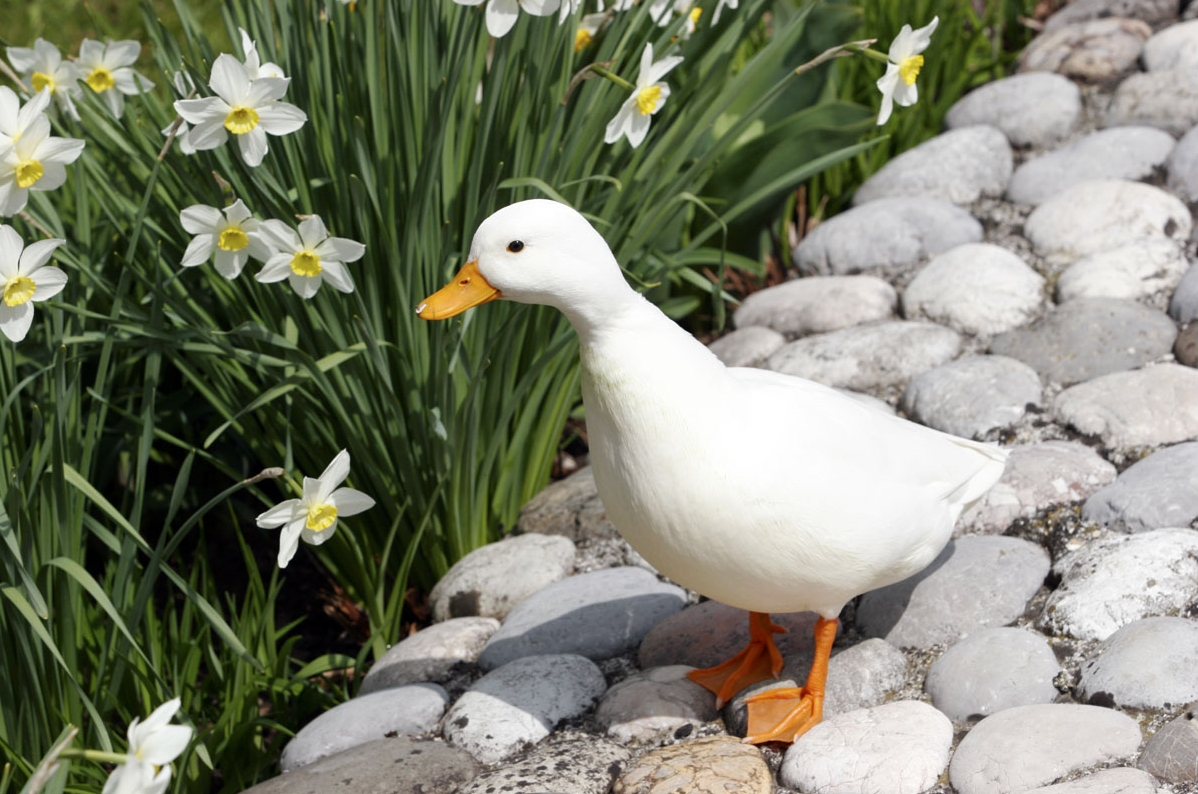
ナキアヒル
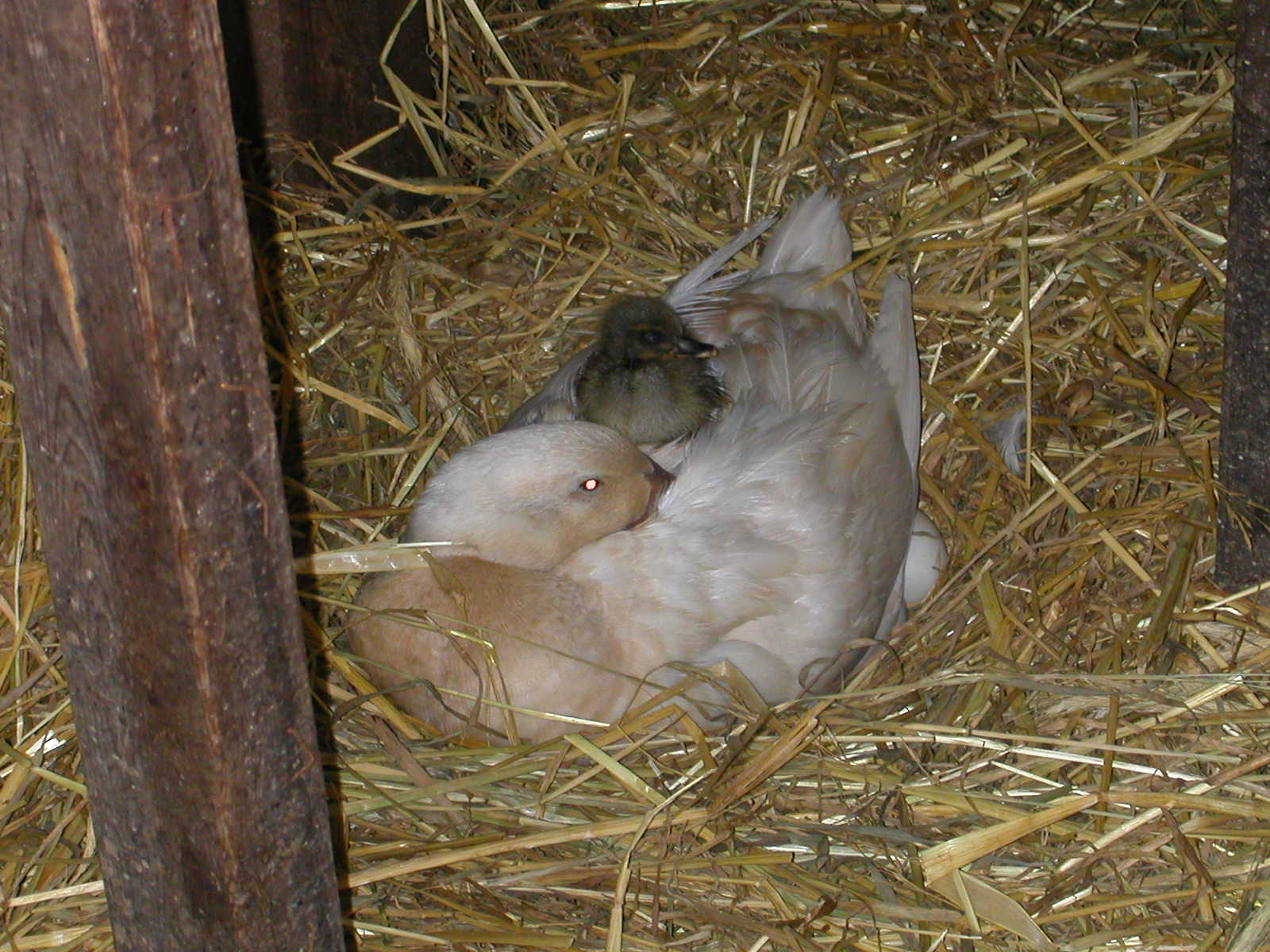
バフアヒル
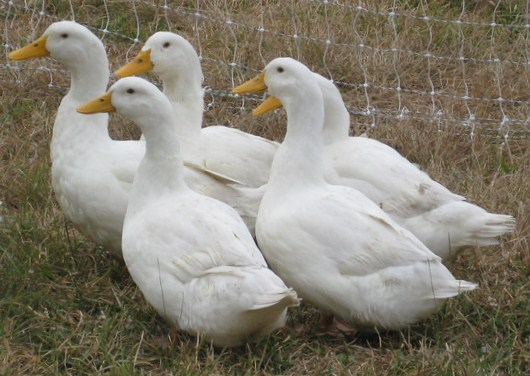
ペキンアヒル
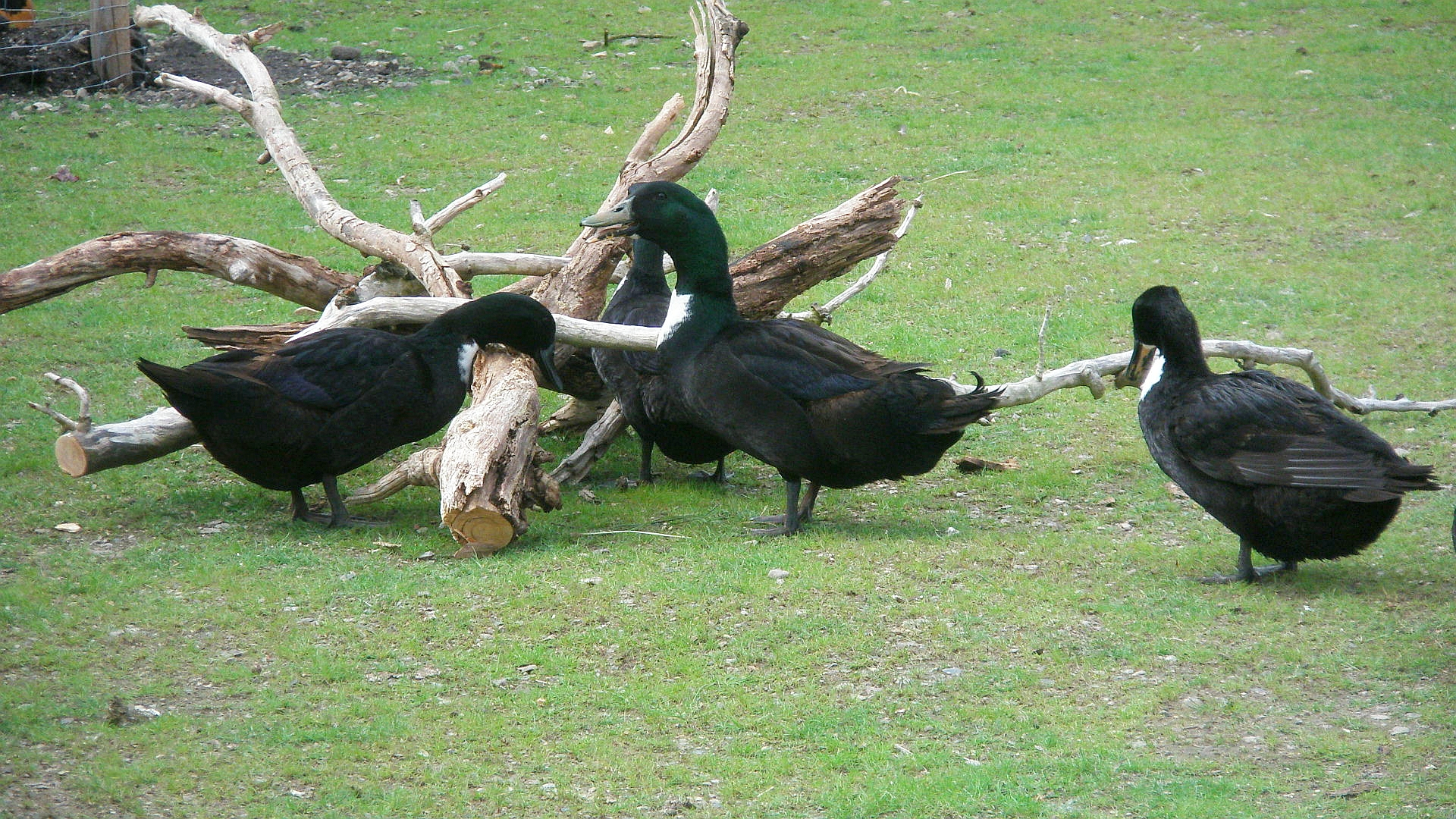
ポメラニアアヒル
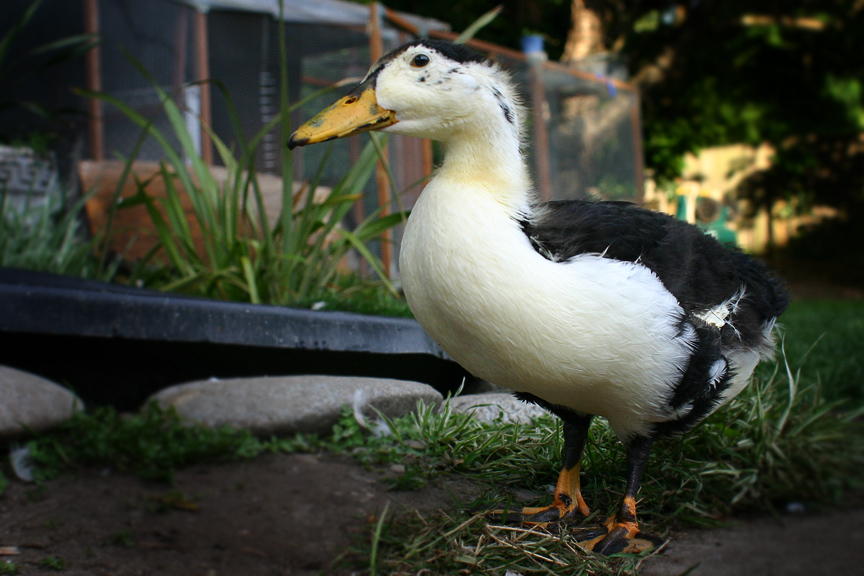
マグパイアヒル
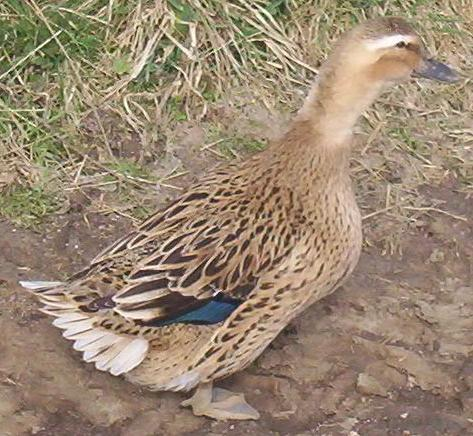
ルーアンアヒル
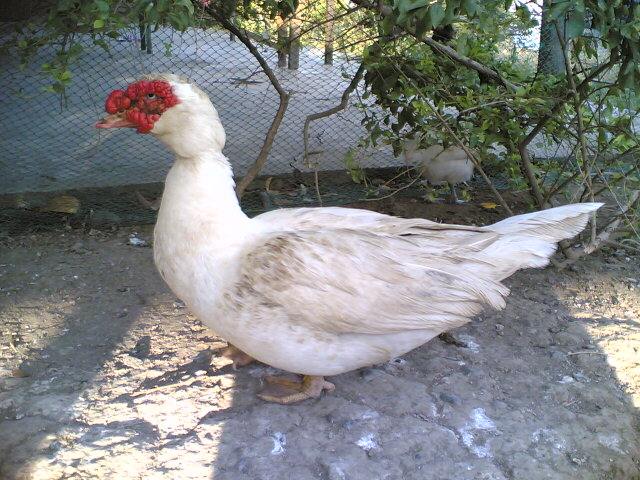
ムスコビーアヒル（バリケン）
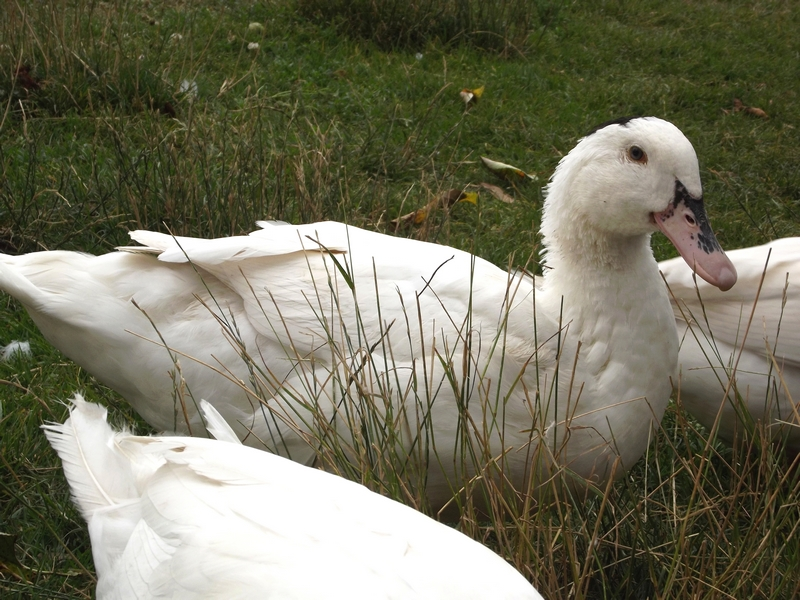
ムラード

アヒルとマガモの交配種がアイガモである。ナキアヒルとも呼ばれる。アイガモは飛ぶことができる。アヒルは野生化した個体であっても、飛ぶのは苦手である。

## 利用

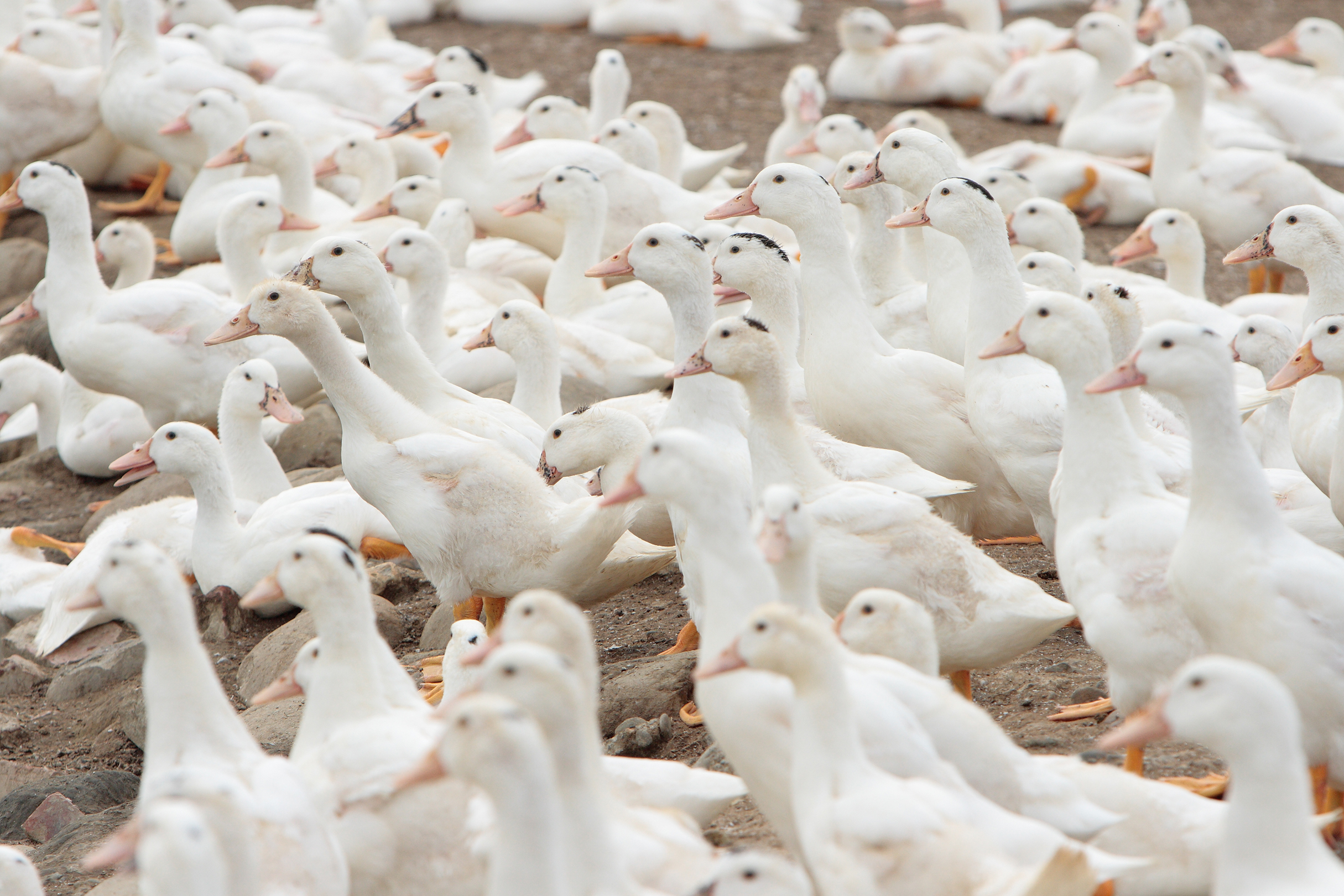
台湾で飼育されているアヒル

用途は愛玩、食用、採卵、ダウンジャケットや羽毛布団などの羽毛採集など。鴨肉として流通しているものの大半はアヒルの肉である。アヒルとマガモを交配させたアイガモの肉も鴨肉として流通していることもある。アイガモの外見はマガモに似る。
日本では公園などの池に放し飼いにされているほか、ペットとしても飼われている。野生のアヒルは家禽のニワトリとは異なり嘴の先端をカット（デビーク）していないため、大きな嘴で突かれたり噛まれたりすると出血する場合もあるので注意を要する。

## アヒル料理

### 肉料理
- 鴨鍋（あひる鍋）
  - オリタン（家鴨湯）
- あひる汁、アヒルスープ（鴨湯）
  - アヒルと冬虫夏草のスープ（虫草全鴨）
- 鴨南蛮
  - 鴨肉麺
- ローストダック（燒鴨）
  - 北京ダック（烤鴨、填鴨）
- あひるの塩漬け（塩水鴨）
- あひるの干物（板鴨）
- あひる粥（チャオビット）
- あひるの燻製（燻鴨）、樟茶鴨
- あひるの煮込み（zh:滷味）
- あひるの水掻き（蹼）の芥子和え（鴨掌）
- あひるの舌の素揚げ、唐揚げ、燻製、煮込み（鴨舌）
- あひるのレバーの素揚げ、唐揚げ、燻製、煮込み（鴨肝）
- あひるの砂ずりの素揚げ、唐揚げ、燻製、煮込み（鴨胗）
- あひるの血の豆腐風（鴨血）
- タイカレー
- フォアグラ
- コンフィ
- ターダッキン

### 卵料理
アヒルの卵(𪇯)は鶏卵と違い、内部にまで多数の細菌類を含むことが多く、生のままでは食べられない。また白身が水っぽくタンパク質の濃度が低いために加熱しても完全には固まらないため、以下のような加工食品として食用にする。
- 塩漬け卵（鹹蛋/咸蛋）
- 皮蛋（ピータン）
- 糟蛋
- バロット

## 歴史
野生のマガモの飼育は中国北部で4000年前に始まっていたとされ、ヨーロッパやアメリカ大陸でも後に馴化された。その後マガモは家禽化され、ヨーロッパや西アジアではおよそ2000年前に、ギリシャでは紀元前400年頃に既に家禽化されていた。最も遅いアメリカでも1800年頃には家禽化されていた。なおマガモの家禽化については、1900年前のローマで始められたとする説もある。
日本における飼育に関しては諸説ある。一説では平安時代に飼育されていたとされるが、品種改良された種が中国から渡来し室町時代に飼育され始めたという説もある。「アヒル」という名称は、水掻きの足が広いことから「あしひろ」が転じて「アヒル」という説が有力である。大阪の河内地方では、豊臣秀吉が水田へのアヒルの放流を推奨したためにアヒルの飼育が盛んになった。その名残から、滋賀県長浜市では鴨料理を食べる風習が残っている。

## アヒルが使われる言葉

### アヒル歩行
ヒトに見られることのある病的な歩行形態の1つに、アヒル歩行と呼ばれるものがある。専門的には動揺性歩行 (waddling gait) と言い、筋ジストロフィーの患者に見られる場合があることが知られている。これは歩行時に筋力が不足して地面から挙上した脚の側の骨盤の高さを維持できずに、挙上した側の骨盤が重力の方向に落ちる。よって上半身を支えるために、接地している側の脚の方へと体幹を傾ける。これが左右交互に繰り返されるために、歩行時に上半身が大きく揺れるという歩行のことである。

### ことわざ・慣用句
家鴨の脚絆（あひるのきゃはん）は、アヒルの足が短いことから、物事の短い喩えを言う。 
家鴨も鴨の気位（あひるもかものきぐらい）は、それほどでもない者が高い気位を持っていることのたとえ。
家鴨が文庫を背負う（あひるがぶんこをせおう）は、尻の大きい女性が不格好に歩く様。
家鴨の火事見舞い（あひるのかじみまい）は、背の低い人が尻を振って急いで歩く様。

### 事物
- アヒルのように突き出た口を「アヒル口」という。詳しくは、アヒル口の項目を参照。

- 家鴨下駄（あひるげた）は、歯の間が狭い、表付きの下駄のこと。